# Махаяна
Махаяна, або Магаяна (санскр. महायान, трансліт. mahāyāna, досл. «Велика колісниця») — одна з основних течій в буддизмі. Як окрема течія, магаяна виникла приблизно в I ст. н. е. в північно-західній Індії. Період становлення руху тривав близько чотирьох століть, перш ніж у II столітті у високорозвиненому вигляді він був перенесений до Китаю. Центральне місце в ідеології махаяни займає ідея Бодхісатви: не тільки Будда, але й будь-яка людина може досягти стану Просвітлення.
Махаяна називає себе «великим транспортним засобом» (універсальним транспортним засобом), також колісницею, а іншу основну течію буддизму, тхераваду, називає «малим транспортним засобом» (хінаяною). Однак тхеравада-буддизм вважає цей термін зневажливим. Обидві течії разом утворюють «транспортний засіб Будди» (буддхаяну). Існує третя течія, «Тантричний транспортний засіб» (ваджраяна), який вважається найвищим транспортним засобом у тибетській традиції; але він є частиною Універсального транспортного засобу (махаяна). Яна (транспортний засіб) — це система, філософська система.

## Історія

### Від раннього буддизму до Махаяни
Перемога традиціоналістів у питанні віная не призвела до консенсусу, але ще більше прискорила розкол у партіях. Більшість, яку називали махасангхіка, виступаючи проти примітивної традиції архатів, відмовилася від старої традиції (палі Thera). Таким чином, розкол суспільства став фактом. За цим розколом послідували інші, вісімнадцять шкіл, які часто згадуються як такі, що виникли в результаті розколу махасангхи, і дванадцять — в результаті розколу самої тхеравади. До нас дійшли лише назви більшості з них, але є й такі, що залишили помітний слід у буддизмі. Фундаментальною відмінністю махасангхи від хінаяни стала нова модель — бодхісаттва, натхненна співчуттям, а головне — бодхічиттою до всіх істот, на противагу тимчасовій моделі архатів тхеравади, заклопотаних власним визволенням зі світу сансари.
Між II ст. до н. е. та I ст. до н. е. почали розвиватися нові ідеї буддизму, які характеризуються трьома основними моментами:
1. Приймається ідея бодхісатви.
2. Досконалість Будди.
3. Приймається основа філософії махаяни — вчення про порожнечу.[6]

Коріння цього нового мислення знаходиться вже в школах раннього буддизму, які згадують бодхісатв, таких як сарвастівада, махасангхіка і саутрантика. Ця остання школа вважається витоком пізнішої махаянської школи Чіттаматра. Неканонічна література відігравала велику роль у той час, вводячи нові концепції, які згодом стали частиною махаяни. Важливою є книга Махавасту, що належить до школи Локоттаравадін. У цій книзі йдеться про минулі життя Будди і особливо про шлях бодхісатви, який став центральним для махаяни. Іншою важливою працею є «Лалітавістара», що представляє два минулі життя Будди аж до його пробудження і першого звернення до дхарми. Вона належить до традиції Сарвастівади і також забезпечує зв'язок між раннім буддизмом і махаяною. З часом Махаяна дуже швидко поширювалася. Особливо зросла кількість будд.
Махаяна не має такого канону, як тхеравада. Філософські школи махаяни були прив'язані до певної групи текстів — сутр. Наприклад, перша філософська школа мадг'яміка з сутрою Праджняпараміта, друга чіттаматра з сутрою Ланкаватара. Хоча махаянські сутри не утворювали єдиного канону, статус, який їм приписувався, був такий самий, як і в Тхераваді. На думку істориків, джерело махаяни слід шукати в хінаянських школах Махасангхи, з яких ідеал бодхісаттви, вчення про порожнечу і надособистісну концепцію, або тільки з поняття буддизму Шак'ямуні. Безумовно, і в Сарвастіваді, де є місце доктринам Трьох Кайя, махаянські тексти говорять про кілька шляхів виникнення джерел:
- Деякі сутри були дані майстрам у стані осяяння самим Буддою, який навчав у чистих землях.
- Гаутама Будда не залишив чітких інструкцій щодо розпізнавання фальшивих текстів. Коли незадовго до його паринірвани його попросили поради, як розпізнати, який текст встановлює слово Гаутама Будди, згідно з традицією, він відповів: «Все, що відповідає Дхармі, є словом Будди»[7]. Це відкрило шлях для створення нових доктрин і текстів, а отже, і багато проблем в інтерпретації та практиці. З іншого боку, це зробило буддійський канон гнучким.[8]
- Тексти махаяни почали з'являтися лише в I ст. до н. ери. Ці тексти називаються сутрами, що вказує на те, що вони були написані після прослуховування вчення самого Гаутама Будди, хоча він фактично вже давно помер.
- Практикуючі махаяни пояснюють цю проблему тим, що Будда за життя передав вчення махаяни лише кільком обраним учням.
- Більшість людей, які йшли за Буддою, не були готові зрозуміти таке глибоке вчення Дхарми. Тому тексти були заховані у світі Наґи до того часу, поки на землі не з'явилися люди, які могли б зрозуміти вчення, а також пояснити його.[8]

### Дві традиції вчення про порожнечу
У Махаяні існує дві традиції вчення про порожнечу шуньяти. Перша традиція пов'язана з передачею вчення Дхарми Мадг'ямаки «Серединний шлях» Нагарджуною. Друга традиція пов'язана з передачею вчення Дхарми Чіттаматри «Сутність Будди» Асангою.

### Мадг'яміка
На початку другого століття в Індії народилося багато відповідних вчителів, і тому ці тексти повернулися на землю. Найважливішим учителем махаяни в той час був Нагарджуна, головний представник школи Мадг'ямака, «Серединного шляху», який систематизував вчення про порожнечу шуньяти і шлях бодхісаттви. Життя Нагарджуни було сповнене значних подій. Джерелом інформації про нього є твір під назвою «Життя бодхісатви Нагарджуни» (Босакуден). Він був перекладений Кумараджею з санскриту і включений до 50-го тому «Тайшо Трипітаки». Передача Нагарджуни про «Серединний шлях» — це погляд, який допомагає побачити суть істини, усуваючи все, що нею не є, або всі помилкові погляди і практики. Ця передача є точною і веде до пізнання суті істини, навіть якщо вона ще не пізнала її. Від найважливішої праці Наґарджуни, «Мадг'ямака-каріки», походить пізніша назва школи мадг'ямаків. Арджадева став його головним учнем.
«Серединний шлях» проголошує принцип неприйняття крайнощів. Буддхапаліта, який написав коментар до «Мадг'ямака-каріки», заснував напрям всередині мадг'ямаки під назвою прасанґ(х)іка (від прасанґа — «небажана причина»). Інший великий мадг'яміка, Бгавівека, заснував напрямок Сватрантіка, який спирався на Чіттаматру. Чандракірті повернувся до оригінального стилю Нагарджуни. Шантідева, автор одного з найважливіших творів махаяни «Бодгічарьяватара» (укр. Посібник на шляху бодгісаттви), також належить до цього напряму. Філософія мадг'ямаки відігравала важливу роль у Тибеті, де Шантаракшіта та його учень Камалашила були активними наприкінці VIII ст. Вони представляли школу мадг'ямака-йогакара, об'єднавши вчення Нагарджуни з деякими елементами йогакари. Камалашила також відомий своїми диспутами з чаньськими майстрами, які завершилися рішенням ввести в Тибет індійський напрямок вчення Дхарми. В XI столітті, яке стало другим етапом впровадження вчення Дхарми в Тибет, інтерпретація Чандракірті про Мадг'ямаку набула особливого значення.
У той же час з'явилася інша інтерпретація Мадг'ямаки, яку дала школа Шентонґ. Таким чином, з XI по XIV століття розвивалися різні школи мадг'ямаки, які в подальшому коментувалися в рамках своїх власних традицій.

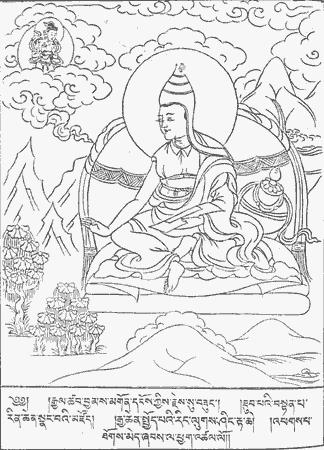
Асанга в бесіді з Майтреєю

### Чіттаматра
Як Мадг'ямака асоціюється з ім'ям Наґарджуни, так і Чіттаматра асоціюється з Асангою, який жив у 4 столітті і походив з брахманської родини. Асанга був навернений до буддизму ченцем школи махікасака, але швидко перейшов до вчення махаяни. Згідно з традицією, він отримав вчення Дхарми безпосередньо від бодхісаттви Майтреї. Іншим засновником також є Васубандху, за різними джерелами молодший брат Асанги. Вчення Чіттаматра («тільки розум») і Йогачара стверджують, що все є тільки розум. Явища виникають не як об'єкти, а є творіннями розуму. Наші органи чуття — таке ж творіння. Не існує ніякої реальності, окрім розуму, ніякого зовнішнього світу, але що важливо і що відрізняє вчення Чіттаматри від європейського ідеалізму, так це те, що не існує суб'єкта досвіду. Сприйняття є наслідком дії алая-відг'яни, яка є центральним пунктом Чіттаматри.
Передача Асанги «сутності Будди» є дуже корисною, оскільки вона вказує на те, якою має бути сутність істини. В результаті обидві передачі дуже добре доповнюють одна одну і таким чином утворюють одне всеосяжне ціле. Чіттаматра починає свій розвиток в Індії з 6-го століття, коли центром їхнього вчення був знаменитий університет в Наланді. У колі Чіттаматри з'явилися дві нові течії. Перша, Фасіанг, від імені китайського ченця, і друга течія, названа школою Хоссо, були принесені до Японії японським ченцем Дошо (629—700), учнем якого був Гьоґі (667—746). Їхнє вчення називають Традиційним вченням Південного монастиря. Інший монах, Гембо, після перебування в Китаї, заснував лінію під назвою Традиція Західного монастиря. Інша школа у Валабхі, заснована Гунаматі, найкращим представником якої був Штіраматі, намагалася об'єднати вчення Чіттаматри з поглядами Нагарджуни. Найважливішим моментом було прийняття концепції шуньяти. Від злиття вчень Чіттаматри і саутрантики, школи Дігнагі і Дхармакірті.

## Доктрини

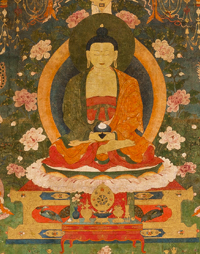
Тибетська картина з зображенням Амітабхи в його чистій землі Сукхаваті

Шлях махаяни описується наступним чином:
- універсалізм, згідно з яким кожна людина наділена «природою Будди»
- просвітлена мудрість, як основний фокус для реалізації
- співчуття через служіння
- спасіння, підкріплене багатою космографією, що включає небесні сфери та сили, зі спектром Бодхісаттв, як людських, так і майже божественних, які можуть допомогти практиканту.

«Філософська махаяна» має тенденцію зосереджуватися на перших трьох характеристиках, не виявляючи особливого інтересу до надприродних конструкцій, тоді як «віддана махаяна» зосереджується переважно на спасінні в інших духовних вимірах.
Традиція тхеравади в буддизмі називається «хінаяна», а махаяна — «махаяна». У вченні тхеравади чотири вищезгадані аспекти також є важливими аспектами доктрини, які, однак, іноді пояснюються дещо по-іншому.

### Універсалізм
Назва mahāyāna означає «велика яна», тобто великий засіб (на відміну від hinayāna, «малого засобу»), що означає універсалізм або спасіння для всіх. Ця підтримка ґрунтується на вірі в те, що кожна людина має природу Будди, а отже, є потенційним Буддою, здатним досягти повного просвітлення бодгі. Крім того, мета шляху махаяни — стати повністю просвітленим Буддою і таким чином намагатися допомогти якомога більшій кількості інших живих істот.
Це протиставляється вченню тхеравади, яке традиційно передбачає, що пошук нірвани (звільнення від циклу перероджень) вимагає життя ченця, а також відмови від усього майна і відсторонення від життя та його бажань; ідеал, який може бути досягнутий лише обраною групою архатів. Однак сучасні школи тхеравади також обслуговують і не-монахів. Крім того, основною метою тхеравади є досягнення звільнення самого себе, а звільнення інших живих істот не обов'язково є головною метою, тому мотивація практики явно менш всеосяжна, ніж у махаяні.

### Просвітлена мудрість
Згідно з махаяною, традиційний буддизм зосереджується на аскетичному, індивідуальному підході до досягнення нірвани: інтеграція бажань, відхід від світу та усамітнення. Його послідовники прагнуть стати шраваками або пратьякабуддами, які є обома формами архатів (осіб, які досягли звільнення від циклу перероджень).
У махаяні, з іншого боку, головною метою є бодгічітта: розум великого співчуття, пов'язаний з мудрістю (праджною), що усвідомлює порожнечу. За допомогою цього розуму практик досягне кінцевої мети — повного просвітлення або стану Будди: всезнаючого розуму, абсолютно вільного від страждань та їх причин. Людина на шляху до Буддизму, Бодхісатва, невпинно прагне до добробуту живих істот. Шість чеснот або досконалостей (парамітас) характеризують Бодхісатву: великодушність, терпіння, медитація, моральність, енергія і мудрість.
Багато філософських шкіл буддизму Махаяни зосередилися на вченні про безкорисливість і порожнечу, сутність просвітлення і самої нірвани, від мадг'ямаки («середній шлях») до йогакари («шлях йоги/медитації») і до дзену.

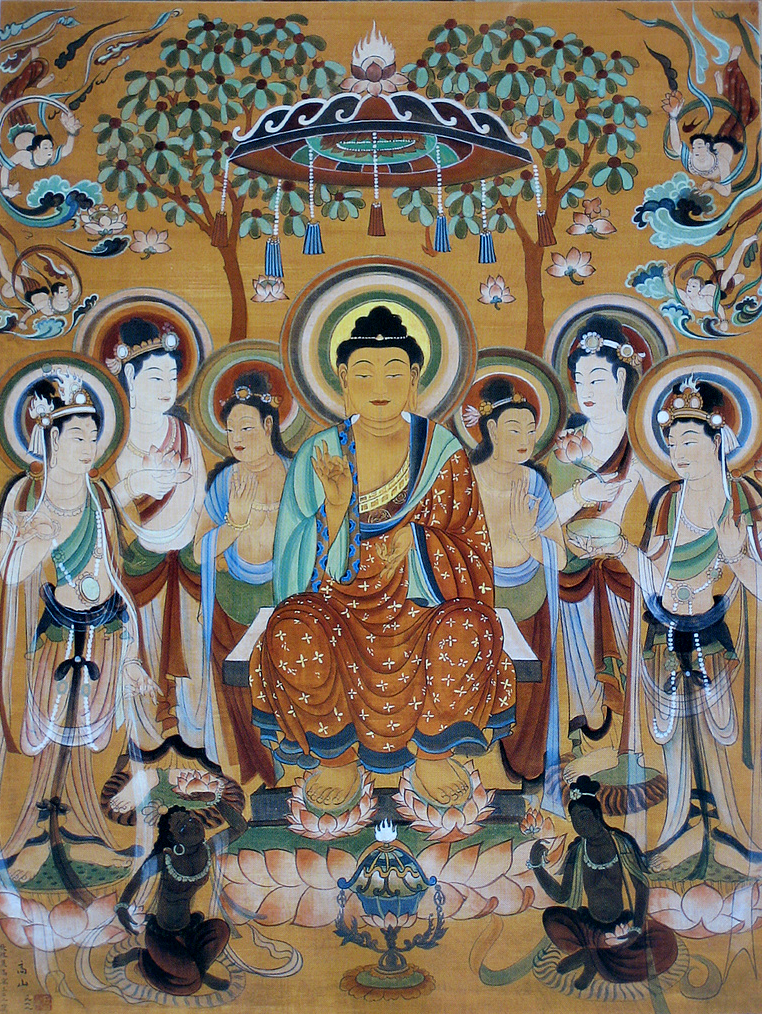
Відтворення печерного фрески з печер Могао із зображенням Будди в оточенні бодхісатв

### Співчуття
Іншим важливим поняттям махаяни є співчуття або каруна, яке вважається неодмінним доповненням до просвітленої мудрості. Співчуття в буддизмі означає бажання звільнити інших від страждань. Це бажання автоматично супроводжується бажанням допомогти іншим. Співчуття важливе у всіх школах буддизму, але особливо підкреслюється в Махаяні. Бодхісатви є великими дарувальниками співчуття, Авалокітешвара — один з найвідоміших серед них. Деякі Бодхісатви дають присягу, що обіцяють відкласти своє входження в нірвану до тих пір, поки всі інші істоти також не стануть просвітленими. Інші Бодхісатви прагнуть спочатку досягти всезнаючого стану Будди, а потім допомогти з еманацією Бодхісатви, щоб інші могли досягти просвітлення. Останній метод в основному практикується в тибетському буддизмі.

### Спасіння
Махаяна має багату космографію з усіма видами надприродних Будд і Бодхісатв, що мешкають у так званих землях Будди або чистих землях. Концепція Трійці, або трікая, підтримує ці побудови, роблячи самого Будду трансцендентною божественною фігурою.
За різних умов ці царства можуть бути досягнуті відданими після смерті, щоб після переродження вони могли прагнути до стану Будди за найкращих можливих умов. Залежно від секти, цей порятунок до «раю» можна отримати через віру, автосугестію або іноді просто повторюючи ім'я Будди. Такий підхід до спасіння став причиною масової привабливості відданого буддизму, представленого переважно буддизмом «Чистої Землі».
Багата космографія також дозволила махаяні бути досить синкретичною і містити інші вірування або божества. Для пояснення виникнення махаяни також пропонувалися різні зовнішні джерела, такі як «популярні індуїстські бхакті (віддані) течії, а також перські та греко-римської теології, які проникли в Індію з північного заходу».

## Практика
У традиційній практиці махаяни є два етапи:
- медитативний спокій (санскр. skt shiamata), практика медитативного налаштування себе на корисні об'єкти концентрації, поки не буде досягнута односпрямована безперервна концентрація
- досконале бачення (санскр. vipashiana), практика погляду на природу реальності, отриманого під впливом медитативного спокою та аналітичного знання, аж до безпосереднього усвідомлення мудрості про реальність (санскр. Siunjata)

Практики медитативного зосередження і досконалого бачення (погляду) використовуються як частина махаянського культивування Шести Трансцендентних Чеснот для накопичення заслуг і накопичення мудрості для досягнення Досконалого Просвітлення на благо всіх живих істот.

## Тексти махаяни
Традиція махаяни відрізняється від школи нікая (іноді її називають гінаяною) тим, що вона приймає махаянські сутри. Школи махаяни не відкидають сутр Нікая, як записаний палійський канон, який також вважається авторитетним у махаяні. Однак, згідно з вченням махаяни, деякі сутри Нікая потребують інтерпретації, особливо, наприклад, вчення про безкорисливість (порожнечу) і можливість для всіх живих істот стати Буддою.
Конкретні махаянські писання, ймовірно, були записані приблизно в I столітті. Деякі з цих писань, такі як сутри «Досконалість мудрості», представлені як справжні рецитації Будди, які, як кажуть, залишилися прихованими. Згідно з деякими традиціями, ці декламації мали б передаватися через усну традицію, як і інші сутри. Інші версії стверджують, що вони були приховані, а потім могли бути відкриті знову через кілька століть через міфічний шлях. Окрім сутр, деякі махаянські тексти насправді є коментарями.
Найдавнішими важливими, історично визнаними текстами махаяни є Сутри про досконалість мудрості (Праджняпарамітра), Аватамсакасутра, Лотосова сутра, Вімалакіртісутра та Нірванасутра. Канон Махаяни ще більше розширився після того, як буддизм був перенесений до Китаю, де наявні тексти були перекладені.